# Die Tore der Welt (Film)
Die Tore der Welt (Originaltitel: World Without End) ist ein mehrteiliger, deutsch-kanadischer Fernsehfilm aus dem Jahr 2012 nach Ken Folletts gleichnamigem Roman unter der Regie von Michael Caton-Jones. Die deutschsprachige Erstausstrahlung fand in ORF eins statt, wo der Film am 28. Oktober und 1. November 2012 zu sehen war. Die Premiere in Deutschland war am 14. November 2012 in Berlin, ab dem 3. Dezember 2012 wurde er als Vierteiler bei Sat.1 gezeigt.

## Handlung
Die Handlung ist im England des Mittelalters etwa 150 Jahre nach den Ereignissen des Films Die Säulen der Erde, also Anfang des 14. Jahrhunderts, angesiedelt.
Der König treibt das Land in den Hundertjährigen Krieg gegen Frankreich, während im fiktiven Ort Kingsbridge die wichtige Hauptbrücke über den Fluss einstürzt.
Die Protagonisten Caris und Merthin versuchen ihre durch Fortschritt und neueste Lehren gekennzeichneten Ansichten in Medizin und Architektur gegen die konservativ eingestellte Kirche und die Zunft durchzusetzen.

## Hintergrund
Die Münchener Produktionsfirma Tandem Communications sicherte sich im April 2010 bereits vor der Erstausstrahlung von Die Säulen der Erde die Produktionsrechte an dem Fortsetzungsroman. Die Produktion führte Tandem gemeinsam mit der Produktionsfirma Scott Free Productions durch; die Kosten betrugen rund 36 Millionen Euro. Gedreht wurde vom 11. Juli 2011 bis zum 15. Dezember 2011 in Ungarn, der Slowakei und Österreich.

## Rezeption

### Einschaltquoten
Folgende Tabelle gibt die Einschaltquoten und Marktanteile der Erstausstrahlung bei Sat.1 an:
| Teil | Datum                 | Zuschauer | Zuschauer       | Marktanteil | Marktanteil     |
| Teil | Datum                 | Gesamt    | 14 bis 49 Jahre | Gesamt      | 14 bis 49 Jahre |
| ---- | --------------------- | --------- | --------------- | ----------- | --------------- |
| 1    | Mo, 3. Dezember 2012  | 4,07 Mio. | 1,92 Mio.       | 12,4 %      | 15,1 %          |
| 2    | Di, 4. Dezember 2012  | 3,56 Mio. | 1,63 Mio.       | 11,6 %      | 13,2 %          |
| 3    | Mo, 10. Dezember 2012 | 3,31 Mio. | 1,40 Mio.       | 10,2 %      | 11,4 %          |
| 4    | Di, 11. Dezember 2012 | 3,67 Mio. |                 | 11,8 %      | 12,9 %          |

Insgesamt lagen die Quoten damit durchgehend über dem Senderschnitt. Im Vergleich zum zwei Jahre zuvor erstausgestrahlten Die Säulen der Erde sahen etwa halb so viele Zuschauer zu.

### Kritiken
„Die Filmbilder und die Darsteller sind zu mutlos gegenüber ihrem kalkulierenden Inhaltsgeber. Sie rebellieren nur in seltenen Momenten gegen den Plan: Etwa in einer glänzend gelungenen Passionsszene, wenn eine angebliche Hexe, über die Massen erhoben, ihrer Hinrichtung entgegengetragen wird. Da werden die Tore der Welt zu Einfallstoren für spontanes Mitleid über die Epochengrenzen hinweg und bleiben nicht Bauwerke, in denen wir unsere vorgebliche moderne Überlegenheit gegenüber dem Alten spiegeln und wohlfeil genießen können.“

„Einerseits also bieten 'Die Tore der Welt' ein völlig ungeschöntes Panorama des Mittelalters, dessen herbe und harte Szenen keinerlei Zimperlichkeit zulassen. Andererseits tischen sie ein feministisches Märchen auf, das bisweilen ans Groteske grenzt. Wer bereit ist, diesen Widerspruch hinzunehmen, wird von der Follett-Verfilmung des Regisseurs Michael Caton-Jones durchaus belohnt.“

## Unterschiede zur Buchvorlage
Während sich der Vorgängerfilm noch relativ nah am Buch bewegt, fallen die Veränderungen bei Die Tore der Welt wesentlich deutlicher aus. Zahlreiche Charaktere werden völlig verändert, einige Charaktere ganz gestrichen und komplette Handlungsstränge verändert, gekürzt oder ganz weggelassen.
- Das Buch beginnt, als die Hauptfiguren Caris, Gwenda, Merthin und Ralph noch Kinder sind, im Film sind sie schon junge Erwachsene. Zudem wird im Buch alles aus ihrer und der Sicht Godwyns beschrieben. Im Film sind dagegen auch Szenen, insbesondere mit Petranilla, Königin Isabella und König Edward III. zu sehen, in der keine der fünf Hauptfiguren vorkommt.
- Gwendas Mutter Ethna, Elfrics Tochter Griselda aus erster Ehe, sowie Alice, die Schwester von Caris, finden im Film keine Erwähnung und existieren dort auch nicht.
- Petranilla (im Buch Petronilla) wird im Film zur mehrfachen Mörderin, um ihre Ziele zu erreichen.
- Die laut Buch heiratsscheue Caris geht zwangsweise eine Ehe mit Elfric ein – welcher im Buch in zweiter Ehe mit Alice, der Schwester von Caris verheiratet ist.
- Merthins Vater und Mattie Wise werden hingerichtet, wogegen beide in der Buchvorlage überleben.
- Merthins Tochter Lolla überlebt im Roman die Pest und lebt mit ihm in Kingsbridge, während sie in der Verfilmung mit ihrer Mutter stirbt.
- Godwyn fürchtet sich im Buch vor dem weiblichen Geschlecht, im Film stellt er seiner Base Caris nach. Im Buch lässt er Philemon die Drecksarbeit machen, während er im Film selber zum Mörder wird.
- Gwendas Bruder Holger/Philemon wird im Film zum Bogenschützen und zieht für Edward gegen Frankreich in den Krieg, wohingegen Philemon im Buch anfangs kaum aus der Umgebung von Kingsbridge herauskommt und eine Karriere in der Priorei beginnt, wo er zunächst Godwyns rechte Hand und dann Prior wird. Erst am Ende des Buches wird Philemon nach Avignon „weggelobt“.
- Die Motive von Schwester Elisabeth für ihre Unterstützung Godwyns, die im Buch erst nachdem sie erkennt, dass Merthin sie nicht liebt, ins Kloster eintritt, sind im Film nicht erkennbar.
- Die zentrale Handlung des letzten Kapitels der Verfilmung in Form des Angriffs Edwards III. auf Kingsbridge und der Tod seines Vaters alias Thomas Langley existiert im Buch nicht.
- Der Bau des Kathedralenturms, der von Merthin nach dem abgebrochenen Brückenbau verfolgt wird und das Buch in einer Zeitachse mit dem Vorgängerroman verbindet, wird im Film ausgelassen.

## Synchronisation
Die deutsche Synchronisation erfolgte bei Film- & Fernseh-Synchron in München. Die Dialogregie führte Jan Odle, der auch das Dialogbuch schrieb. Alle deutschsprachigen Schauspieler synchronisierten sich selbst. Bei den internationalen Schauspielern, die dem deutschen Publikum bereits aus Film und Fernsehen bekannt sind, achtete man weitestgehend auf so genannte Kontinuität, so wurden die fest zugeordneten Synchronsprecher von Cynthia Nixon, Rupert Evans und Carlo Rota wiederbesetzt.
| Rolle                                 | Darsteller           | Synchronsprecher      |
| ------------------------------------- | -------------------- | --------------------- |
| Sir Thomas Langley (König Edward II.) | Ben Chaplin          | Matthias Klie         |
| Caris Wooler                          | Charlotte Riley      | Tatjana Pokorny       |
| Sir Ralph Fitzgerald                  | Oliver Jackson-Cohen | Torben Liebrecht      |
| (Prior) Godwyn                        | Rupert Evans         | Tim Knauer            |
| Merthin Fitzgerald                    | Tom Weston-Jones     | Patrick Schröder      |
| Wulfric                               | Tom Cullen           | Roman Wolko           |
| König Edward III.                     | Blake Ritson         | Benedikt Weber        |
| Madge Webber                          | Sally Bankes         | Dorothea Anzinger     |
| Petranilla                            | Cynthia Nixon        | Marina Krogull        |
| Königin Isabella                      | Aure Atika           | Uta Zaradic           |
| Cecilia                               | Miranda Richardson   | Christina Hoeltel     |
| Graf Roland                           | Peter Firth          | Andreas Borcherding   |
| Lady Philippa                         | Sarah Gadon          | Laura Maire           |
| Matthias                              | Jason Langley        | Paul Sedlmeir         |
| Annet                                 | Sarah Beck Mather    | Caroline Schwarzmaier |
| Sir Alan Fernhill                     | Iván Fenyö           | Jakob Riedl           |
| Elfric                                | Ian Pirie            | Alexander Brem        |
| Edmund                                | Carlo Rota           | Erich Räuker          |
| Bruder Joseph                         | David Bradley        | Fred Maire            |